# 泛歐交易所都柏林分部
泛欧交易所都柏林分部（Euronext Dublin），即原爱尔兰证券交易所（ISE），是 爱尔兰的主要证券交易所，建于1793年间。由1799年爱尔兰议会通过一項法案正式確立。爱尔兰证券交易所还曾管理包括其他地区，比如科克和都柏林的證券交易。1973年，爱尔兰证券交易所和伦敦证券交易所合并。在1973至1986年期间没有新公司上市 。 1995年，ISE再次独立并开始国际扩张。2018年3月被泛欧交易所收购，改名为“Euronext Dublin”。